# Liste der Kunstwerke im öffentlichen Raum in Linz-Froschberg
Diese Liste der Kunstwerke im öffentlichen Raum in Linz-Froschberg enthält die vom Archiv der Stadt Linz gelisteten Kunstwerke im öffentlichen Raum im Stadtteil Froschberg.
Denkmäler, profane Skulpturen und Plastiken, sakrale Kleindenkmäler, Brunnen, Gedenktafeln oder Kunst am Bau sind in den Listen angegeben, sofern sie vom Archiv der Stadt Linz als Kunst im öffentlichen Raum (Public Art) verzeichnet und mit einer eindeutigen Identifikationsnummer (ID) ausgestattet sind.

## Kunstwerke
| Foto |                 | Name                                                                            | Typ                            | Standort                           | Künstler                        | Datierung | Beschreibung | Metadaten |
| ---- | --------------- | ------------------------------------------------------------------------------- | ------------------------------ | ---------------------------------- | ------------------------------- | --------- | --- | --------- |
| ja   | Datei hochladen | Bronzebrunnen ehemalige Hatschek-Villa ID: 2643                                 | Brunnen                        | Auf der Gugl Standort              |                                 | 1559      | |           |
| ja   | Datei hochladen | Gartenlaube ehemalige Hatschek-Villa ID: 2618                                   | Kleindenkmal                   | Auf der Gugl Standort              |                                 | 1910      | |           |
| ja   | Datei hochladen | Neptunbrunnen ID: 1049                                                          | Brunnen                        | Balzarekrondeau Standort           | Walter Ritter, nach Giambologna | 1910      | |           |
| ja   | Datei hochladen | Berggeist ID: 1300                                                              | Kleindenkmal                   | Bauernbergpark Standort            | Adolf Wagner von der Mühl       | 1912      | Auf einem künstlichen Felsabsatz unterhalb des Gugl-Rondeaus kauert eine überlebensgroße Sandsteinplastik eines bärtigen Alten mit Widderhörnern, die fließende Modellierung der Oberfläche zeigt Jugendstileinfluss. Die Figur hat einzelne, auf das spätere Werk Adolf Wagners von der Mühl hinweisende expressive Elemente. In der Umgebung wurde ein auf das Monument abgestimmtes Alpinum gepflanzt. Die Figur wurde 1912 als Spende Ludwig Hatscheks von dem damals in Linz lebenden Künstler geschaffen. |           |
| ja   | Datei hochladen | Hermann-Bahr-Brunnen ID: 1130                                                   | Brunnen                        | Bernardisstraße Standort           | Fritz Fanta                     | 1963      | Brunnenanlage im Gedenken an Hermann Bahr als Bassin zur Schwemmung von Hunden mit Sitzbank und Gedenktafel mit dem Zitat: Überwinden wird den Hass nur wer sich ihm mit unbewehrter Liebe stellt. |           |
| ja   | Datei hochladen | Säulentempel ID: 2609                                                           | Kleindenkmal                   | Bernardisstraße Standort           |                                 | 1913      | Der Aphroditetempel ist von zehn ionischen Säulen aus Marmor umgeben und ruht auf einem zweistufigen Sockel. Über den Tragbalken setzt eine knaufbekrönte Welsche Haube auf, die innen eine kuppelige Wölbung mit schlichtem Stuckmedaillon hat. Der Tempel wurde von Ludwig Hatschek erworben und 1913 an der jetzigen Stelle in den Bauernberganlagen errichtet. Im Inneren stand von 1942 bis 2008 eine lebensgroße Bronzefigur der Aphrodite, ein Zweitguss nach einer verschollenen Fassung von Wilhelm Wandschneider und ein Geschenk Adolf Hitlers an die Stadt Linz. Die Statue wurde 2008 entfernt und eingelagert. |           |
| ja   | Datei hochladen | Donatus ID: 978                                                                 | Kleindenkmal                   | Donatusgasse 3a Standort           |                                 | 1727      | |           |
| ja   | Datei hochladen | Donatuskapelle Römerberg ID: 973                                                | Kleindenkmal                   | Donatusgasse 33 Standort           |                                 | 1700      | |           |
| ja   | Datei hochladen | Elsa Brandström ID: 1099                                                        | Kleindenkmal                   | bei Franz-Josef-Warte Standort     | Herbert Dimmel                  | 1961      | Nahe der Aussichtswarte befindet sich das Ehrenmal für die schwedische Krankenschwester und Philanthropin Elsa Brandström (1888–1948), ein hochovaler Granitstein, darauf ein stilisiertes Gefangenenlager mit vier Ecktürmen unter goldener Sonne und zwei gekreuzten Zweigen. Die Inschrift lautet: Unserer grossen Schwedin Elsa Brandström dem Engel von Sibirien in Dankbarkeit die Kriegsgefangenen der Jahre 1914 – 1920. |           |
| ja   | Datei hochladen | P. Johann Grueber S. J. ID: 2646                                                | Gedenktafel                    | Freinbergstraße Standort           |                                 |           | An der Straßenböschung unterhalb des Jesuitenklosters erinnert ein Marmorstein an den bekannten Linzer Jesuiten: „Dem Andenken des berühmten Linzer Forschungsreisenden und Missionars P. Johann Grueber S.J. geb. zu Linz 28. Okt. 1623. 1659–61 Hofastronom in Peking, 1661–64 auf Reisen durch China, Tibet, Indien, Persien. gest. 30. Sept. 1680 zu Sarospatak in Ungarn.“ |           |
| ja   | Datei hochladen | Hochbehälter ID: 2353                                                           | Brunnen                        | Freinbergstraße Standort           |                                 | 1894      | |           |
| BW   | Datei hochladen | Gedenktafel Johann Gruber ID: 3170                                              | Antifaschistische Gedenkstätte | Kapuzinerstraße 40a Standort       |                                 | 2001      | Metalltafel |           |
| ja   | Datei hochladen | Marterl Kürnbergerweg ID: 2764 HERIS-ID: 110120 Objekt-ID: 127775               | Kleindenkmal                   | Kürnbergerweg 10 Standort          |                                 | 1850      | |           |
| ja   | Datei hochladen | Brunnen Lessingstraße ID: 154 HERIS-ID: 82646 Objekt-ID: 96482                  | Brunnen                        | Lessingstrasse 32 Standort         | Mauriz (Robert) Balzarek        | 1908      | |           |
| ja   | Datei hochladen | Mauriz Balzarek ID: 2545                                                        | Gedenktafel                    | Niederreithstraße 34 Standort      |                                 | 1982      | |           |
| ja   | Datei hochladen | Urlaubstein ID: 1350                                                            | Kleindenkmal                   | Obere Donaulände Standort          |                                 |           | |           |
| ja   | Datei hochladen | Maria Heilbrunn Kapelle ID: 1344 HERIS-ID: 80349 Objekt-ID: 94081               | Kleindenkmal                   | Obere Donaulände Standort          |                                 | 1665      | |           |
| ja   | Datei hochladen | Denkmal für Thomas Koschat ID: 2737                                             | Kleindenkmal                   | Parkanlage Ziegeleistraße Standort | Josef Huber                     | 1980      | Granitstele, oben über einem Spalt – Symbol des Zwistes in der Kärntner Bevölkerung – Violinschlüssel auf Notenlinien, darunter Inschrift: Kärntens Komponist Thomas Koschat 1845 1915. |           |
| ja   | Datei hochladen | Drei Schnitter ID: 2781                                                         | Kunst am Bau                   | Regerstraße 1 Standort             | Peter Kubovsky                  | 1958      | Darstellung von drei Schnittern auf dem Weg zum Getreidefeld. Im Hintergrund Wald mit Reh und auffliegenden Reihern. |           |
| ja   | Datei hochladen | Marterl Freinberg ID: 1091                                                      | Kleindenkmal                   | Römerstraße Standort               |                                 | 1742      | |           |
| ja   | Datei hochladen | Der Jüngling (statt Fliegerdenkmal) ID: 2352 HERIS-ID: 110296 Objekt-ID: 127986 | Kleindenkmal                   | Römerstraße 83 Standort            | Wilhelm Frass                   | 1929      | |           |
| BW   | Datei hochladen | Paradiesgarten ID: 926                                                          | Kunst am Bau                   | Römerstraße 92 Standort            | Rudolf Kolbitsch                | 1955      | |           |
| BW   | Datei hochladen | Dr. Adolf Dürrnberger ID: 2351                                                  | Gedenktafel                    | Römerstraße 96 Standort            |                                 | 1904      | |           |
| ja   | Datei hochladen | Franz Schubert ID: 2153                                                         | Gedenktafel                    | Römerstraße 98 Standort            |                                 | 1950      | Die 1950 angebrachte Gedenktafel links vom Eingang zum Jägermayrrestaurant erinnert an Franz Schubert, der hier häufig zu Gast war. Auf der Tafel aus marmoriertem grünen Kunststein befindet sich ein Relief mit einer Ansicht des Jägermayr mit dem Jesuitenkloster, dem Probeturm und der Freinbergkirche. |           |
| ja   | Datei hochladen | Jägermayr ID: 2152                                                              | Gedenktafel                    | Römerstraße 98 Standort            |                                 | 1984      | Die 1984 angebrachte Gedenktafel erinnert an die heftigen Kämpfe, die am 12. Februar 1934 im Zuge des Februaraufstands beim Jägermayr stattfanden. |           |
| ja   | Datei hochladen | Ludwig-Hatschek-Gedenknische ID: 1120                                           | Gedenktafel                    | Roseggerstraße Standort            | Karl Vornehm, Bernhard Schwarz  | 1928      | Gedenknische zu Ludwig Hatschek (1856–1914), Nische mit Inschrift von Karl Vornehm, Bronzemedaillon mit dem Porträt des Industriellen Ludwig Hatschek von Bernhard Schwarz |           |
| BW   | Datei hochladen | Gedenkstätte für das KZ Linz II ID: 3138                                        | Gedenkstätte                   | Roseggerstraße 20 Standort         | Kurt Hoheisl, Andreas Knitz     | 2001      | |           |
| BW   | Datei hochladen | Büste der Ohnmacht ID: 3234                                                     | Antifaschistische Gedenkstätte | Roseggerstraße 20 Standort         | Timna Brauer                    | 2022      | Mahnmal neben dem ehemaligen Luftschutzstollen für die Zwangsarbeiter und Zwangsprostituierten im KZ Mauthausen: weiblicher Torso, teilweise bedeckt von einem Mosaik aus Feuersteinen |           |
| BW   | Datei hochladen | Binder-im-Rath-Kapelle ID: 2758                                                 | Kleindenkmal                   | Roseggerstraße 34 Standort         |                                 | 1750      | |           |
| ja   | Datei hochladen | Fenster ID: 2670                                                                | Kleindenkmal                   | Sonnenpromenade Standort           | Markus Miksch                   | 2000      | |           |
| ja   | Datei hochladen | Äquatoriale Sonnenuhr ID: 2766                                                  | Kleindenkmal                   | Sternwarteweg Standort             |                                 | 1990      | |           |
| ja   | Datei hochladen | Erzengel Gabriel ID: 1349                                                       | Kleindenkmal                   | Zaubertal Standort                 | Adolph Kloska, Herbert Egger    | 1750      | |           |
| ja   | Datei hochladen | Johannes Nepomuk Zaubertal ID: 1348                                             | Kleindenkmal                   | Zaubertal Standort                 |                                 | 1708      | |           |
| ja   | Datei hochladen | Kreuzweg Margarethen ID: 592 HERIS-ID: 104903 Objekt-ID: 121789                 | Kleindenkmal                   | Zaubertalstraße Standort           |                                 | 1658      | |           |
| ja   | Datei hochladen | Kriegerdenkmal St. Margarethen ID: 1283                                         | Gedenktafel                    | Zaubertalstraße Standort           |                                 | 1979      | |           |